# Stanisław Łukasik

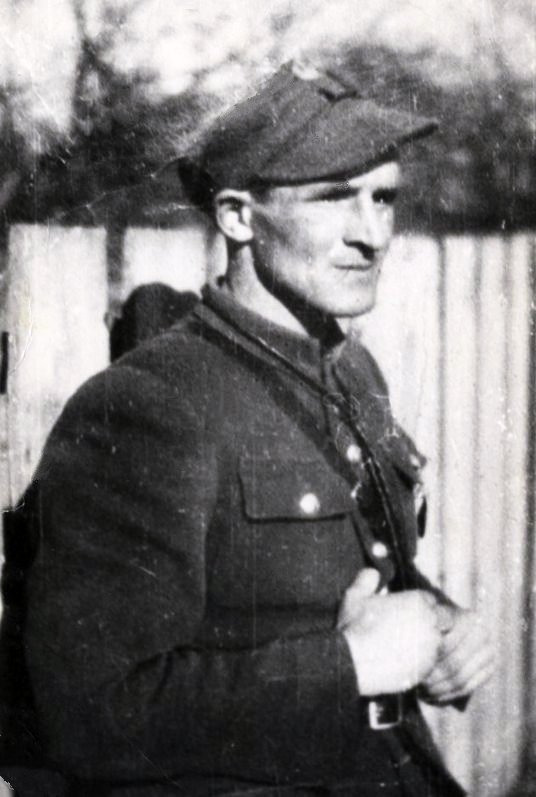
Stanisław Łukasik 1944

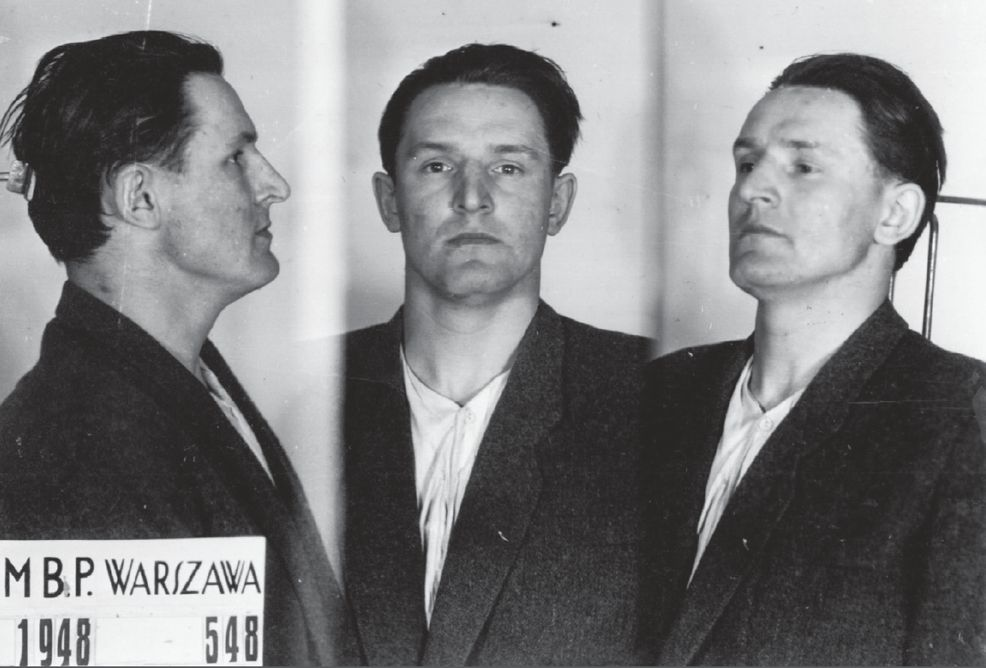
Stanisław Łukasik po aresztowaniu przez Ministerstwo Bezpieczeństwa Publicznego 1948

Stanisław Łukasik ps. Ryś, Ryszard, także jako „Stanisław Nowakowski” (ur. 2 sierpnia 1918 w Lublinie, zm. 7 marca 1949 w Warszawie) – podoficer służby stałej Wojska Polskiego, kapitan, żołnierz Związku Czynu Zbrojnego, a następnie Armii Krajowej, dowódca oddziału. Członek Zrzeszenia "Wolność i Niezawisłość", żołnierz wyklęty, zamordowany w więzieniu mokotowskim. Kawaler Virtuti Militari.

## Młodość
Był synem robotnika kolejowego Feliksa i Heleny z domu Blicharz. Bratem Ireny i Adama Łukasików (ppor., ps. Wilk i Dziedziała). W 1933 rozpoczął naukę w Szkole Podoficerskiej dla Małoletnich w Koninie. Po jej ukończeniu przydzielony został do 23 pułku piechoty we Włodzimierzu Wołyńskim, gdzie otrzymał stopień plutonowego służby stałej. Był instruktorem młodych kadr do służby wojskowej.
Po agresji III Rzeszy na Polskę walczył w szeregach 27 Dywizji Piechoty w Armii „Pomorze” jako plutonowy. Otrzymał wówczas Krzyż Walecznych i awans do stopnia sierżanta. Uniknął niewoli i w październiku 1939 powrócił do rodzinnego domu w Motyczu w gminie Konopnica.

## Służba w konspiracji i AK
Już 11 listopada 1939 został członkiem tajnej organizacji Związek Czynu Zbrojnego. Później, wraz z nią, wszedł w skład Polskiej Organizacji Zbrojnej. Kierował konspiracją na terenach położonych na zachód od Lublina. Po awansie do stopnia sierżanta był komendantem rejonu obejmującego trzy gminy powiatu Lublin: Jastków, Konopnica i Wojciechów. W 1942, po kolejnym scaleniu, podjął służbę w AK. Początkowo był podoficerem wyszkolenia I rejonu Obwodu Lublin Powiat w Okręgu Lublin i równocześnie (pod pseudonimem Ryś) – dowódcą bojówki rejonu. Ponadto utworzył szkołę podoficerską w Motyczu, w której był wykładowcą.
W styczniu 1944 organizował 5. pluton oddziału partyzanckiego w składzie 8. Pułku Piechoty, stanowiącego część 3 Dywizji Piechoty Legionów AK. Do końca okupacji niemieckiej dowodził tym plutonem. W czasie akcji „Burza” jego oddział liczył ok. 120 żołnierzy. Zorganizował on wiele akcji zbrojnych, w tym odbicie więźniów na Majdanku. Przeprowadził kilka wspólnych akcji z oddziałem AL płk. Skrzypka „Sępa”, kontaktował się z też Robertem Satanowskim, dowódcą oddziału AL „Jeszcze Polska nie zginęła”.
Pod koniec okupacji niemieckiej został awansowany do stopnia podporucznika i otrzymał Krzyż Srebrny Orderu Wojennego Virtuti Militari.

## W konspiracji antysowieckiej

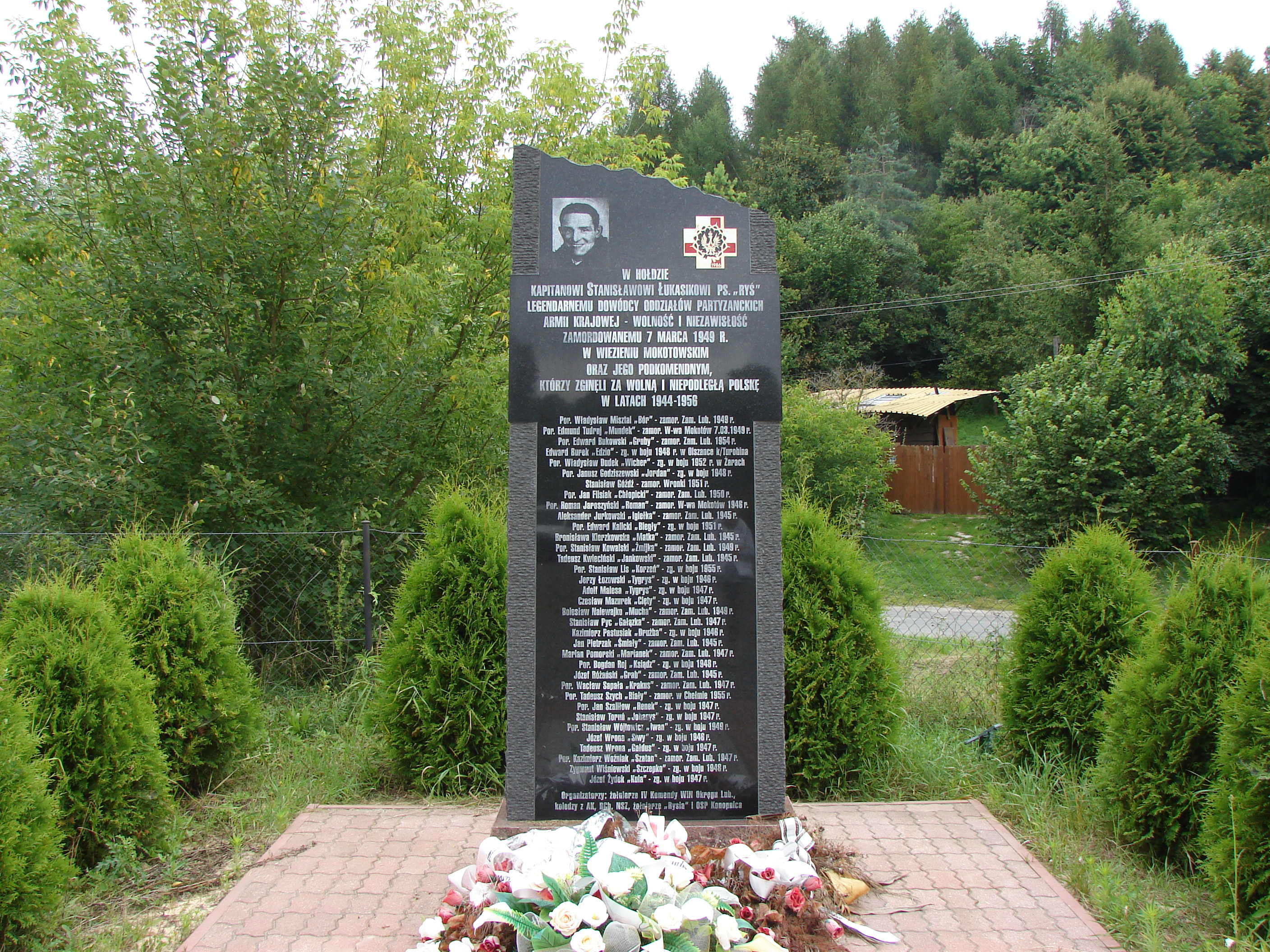
Pomnik poświęcony Stanisławowi Łukasikowi w Konopnicy

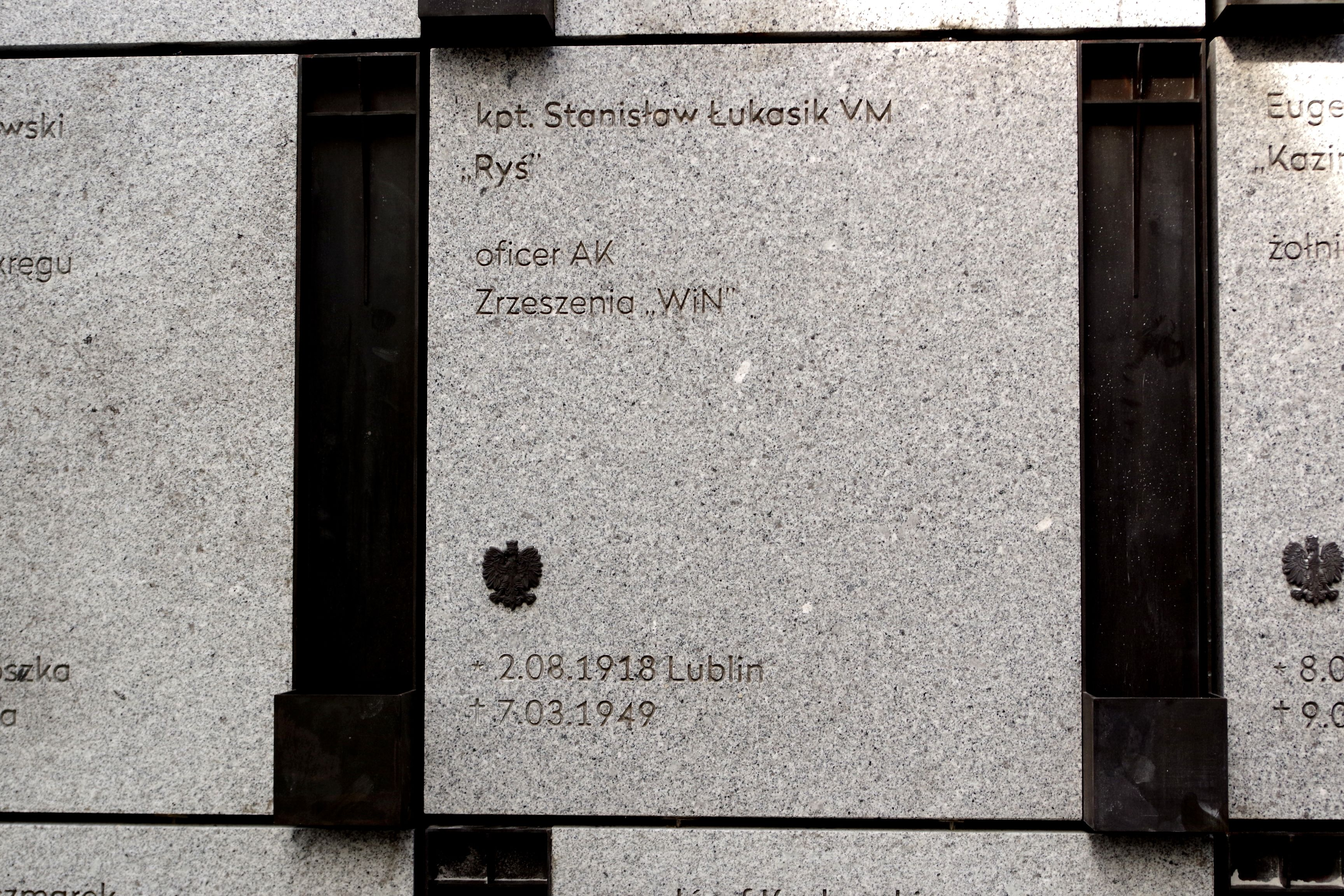
Grób Stanisława Łukasika ps. „Ryś” w Panteonie – Mauzoleum Wyklętych-Niezłomnych na Cmentarzu Wojskowym na Powązkach w Warszawie.

21 lipca 1944 w Polanówce – wraz z całym oddziałem liczącym 126 ludzi – został rozbrojony przez Armię Czerwoną. Nie został wówczas aresztowany i wrócił do domu, ale już 25 sierpnia 1944 został zatrzymany przez NKWD. Z aresztu NKWD, mieszczącego się w Lublinie przy ul. Chopina 18, uciekł wyskakując z drugiego piętra. Udało mu się zbiec i zaczął się ukrywać. W listopadzie 1944, po rozwiązaniu oddziału partyzanckiego, znalazł się w kadrze AK Obwodu Lublin-Powiat.
W marcu 1945 utworzył i został dowódcą lotnego oddziału partyzanckiego, który w czerwcu 1945 wszedł w skład zgrupowania dowodzonego przez majora Hieronima Dekutowskiego „Zaporę”, podlegającego Delegaturze Sił Zbrojnych na Kraj. 7 kwietnia 1945 został ranny w akcji na Izbę Skarbową w Lublinie, po której bezpośrednio zdołał się ukryć unikając aresztowania.
W czasie amnestii z 2 sierpnia 1945 ujawnił się i wyjechał na Ziemie Zachodnie, ale potem powrócił na Lubelszczyznę. Wiosną 1946 odtworzył oddział, który podporządkował mjr. „Zaporze”, podlegającemu wówczas Inspektoratowi Lublin Zrzeszenia „Wolność i Niezawisłość”. Otrzymał wówczas awans do stopnia kapitana. Wiosną 1947, w ramach amnestii dla podziemia niepodległościowego umożliwił ujawnienie się ludziom ze swojego oddziału, ale sam pozostał w konspiracji.
Jesienią 1947, wraz z grupą żołnierzy mjr. Hieronima Dekutowskiego „Zapory” zagrożonych aresztowaniem, podjął próbę ucieczki na Zachód, jednak – w wyniku zdrady – wszyscy oni zostali aresztowani w punkcie kontaktowym w Nysie przez funkcjonariuszy UB. Stanisław Łukasik został tam zatrzymany 16 września 1947 pod fałszywym nazwiskiem Stanisław Nowakowski. Następnie trafił do centralnego więzienia MBP w Warszawie na Mokotowie, gdzie przeszedł okrutne śledztwo.
Wyrokiem Wojskowego Sądu Rejonowego w Warszawie z 14 listopada 1948 został przez sędziów: majora Józefa Badeckiego, kapitana Józefa Kanteckiego i kaprala Ryszarda Wasilewskiego skazany na karę śmierci. Wyrok podtrzymał Najwyższy Sąd Wojskowy w składzie: pułkownik Józef Dziowe, podpułkownik Alfred Janowski i pułkownik Józef Warecki, a Bolesław Bierut nie skorzystał z prawa łaski (decyzja z 28 lutego 1949). Taki sam wyrok otrzymali wówczas: major Hieronim Dekutowski, por. Roman Groński, por. Jerzy Miatkowski, por. Tadeusz Pelak, por. Edmund Tudruj, por. Arkadiusz Wasilewski. Podczas uwięzienia plan ich oswobodzenia z aresztu od października 1948 planował Zdzisław Broński, ponadto sami osadzeni podjęli nieudaną próbę ucieczki.
Kapitan Stanisław Łukasik został stracony 7 marca 1949 – razem z sześcioma towarzyszami walki – w więzieniu mokotowskim przy ul. Rakowieckiej w Warszawie. Jego zwłoki zostały przez organa bezpieczeństwa publicznego potajemnie pogrzebane na tzw. Łączce na Cmentarzu Wojskowym na Powązkach. W 1994 został zrehabilitowany.
Stanisław Łukasik był żonaty od 1941 (żona Józefa zmarła w 1999); miał syna, także Stanisława (ur. 8 maja 1945) i córkę Barbarę (ur. 28 listopada 1941).
Został jedną z trzech pierwszych zidentyfikowanych przez specjalistów z Pomorskiego Uniwersytetu Medycznego w Szczecinie w ramach Polskiej Bazy Genetycznej Ofiar Totalitaryzmów ofiar UB (obok Edmunda Bukowskiego i Eugeniusza Smolińskiego), wydobytych w ramach masowej ekshumacji przeprowadzonej w lipcu i sierpniu 2012.

## Ordery i odznaczenia
- Krzyż Srebrny Orderu Wojennego Virtuti Militari
- Krzyż Walecznych (1939, odznaczeniem dekorował płk Zygmunt Bohusz-Szyszko)
- Krzyż Komandorski z Gwiazdą Orderu Odrodzenia Polski (pośmiertnie), postanowieniem z 15 listopada 2007 – w 59. rocznicę skazania przez Wojskowy Sąd Rejonowy w Warszawie na karę śmierci siedmiu „Żołnierzy Wyklętych – Za wybitne zasługi dla niepodległości Rzeczypospolitej Polskiej[13][14]